# Thomas Carlyle Smith
Thomas Carlyle Smith (* 29. November 1916 in Windsor, Colorado; † 3. April 2004 in Danville, Kalifornien) war ein US-amerikanischer Historiker.

## Leben
Er wuchs ab seinem 12. Lebensjahr in Santa Barbara auf. Er absolvierte das Santa Barbara State College und erhielt seinen Master-Abschluss in französischer Geschichte von der UC Berkeley. Er erhielt 1947 den Ph.D. in der japanischen Geschichte. Anschließend nahm er einen Ruf als Assistant Professor an der Stanford University an, wo er bis zu seiner Ernennung zum Ford Professor of Comparative History an der UC Berkeley im Jahr 1970 blieb. Er ging 1987 in den Ruhestand. 1992 wurde Smith in die American Academy of Arts and Sciences gewählt.

## Schriften (Auswahl)
- The agrarian origins of modern Japan. Stanford 1959, OCLC 278162121.
- Political change and industrial development in Japan. Government enterprise; 1868–1880. Stanford 1965, OCLC 799278198.
- mit Robert Y. Eng und Robert T. Lundy: Nakahara. Family farming and population in a Japanese village, 1717–1830. Stanford 1977, ISBN 0-8047-0928-9.
- Native sources of Japanese industrialization, 1750–1920. Berkeley 1989, ISBN 0-520-05837-2.